# Pterolophia keyana
Pterolophia keyana là một loài bọ cánh cứng trong họ Cerambycidae.